# Tlahualilo (kommun)
Tlahualilo är en kommun i Mexiko.   Den ligger i delstaten Durango, i den centrala delen av landet, 900 km nordväst om huvudstaden Mexico City.
Följande samhällen finns i Tlahualilo:
- Tlahualilo de Zaragoza
- San Francisco de Horizonte
- Banco Nacional
- San Julio
- AMAPOLAS
- La Virgen
- La Campana
- Morelos
- Rosas
- Pompeya
- Benito Juárez
- Ceceda
- División del Norte
- San Miguel del Real
- Providencia
- El Cuarenta
- La Sierrita
- Oquendo